# Кастельфьорентино
Кастельфьорентино (итал. Castelfiorentino) — коммуна в Италии, располагается в регионе Тоскана, в провинции Флоренция.
Население составляет 17809 человек (2008 г.), плотность населения составляет 268 чел./км². Занимает площадь 67 км². Почтовый индекс — 50051. Телефонный код — 0571.
Покровителем населённого пункта считается святой Santa Verdiana.

## Демография
Динамика населения:

## Администрация коммуны
- Официальный сайт: http://www.comune.castelfiorentino.fi.it/